# Kjell Öhman
Kjell Ingemar Öhman (født 3. september 1943, død 5. november 2015) var en svensk jazzmusiker og kapelmester (blandt andet for Allsång på Skansen 1994–2010).
Öhman medvirkede på over 3000 album og arbejdede med blandt andet Alice Babs, Georgie Fame, Charlie Norman, Svend Asmussen, Arne Domnérus, Ulf Wakenius, Rune Gustafsson, Hans Backenroth og Ulf Lundell.
2006 fik Öhman Jan Johansson-stipendiet.